# Somewhere Back in Time - The Best of: 1980-1989
Somewhere Back in Time - The Best of: 1980 - 1989 är ett "best of-album" av Iron Maiden, släppt den 12 maj 2008. På samlingen omfattas åren 1980-1989. Albumet stöddes av turnén Somewhere Back In Time.

## Låtlista
1. "Churchill's Speech" (Live) (Winston Churchill) - 0.49
  - Från Live After Death
2. "Aces High" (Live) (Steve Harris) - 4.36
  - Från Live After Death; Ursprungligen från Powerslave
3. "2 Minutes to Midnight" (Bruce Dickinson, Adrian Smith) - 6.00
  - Från Powerslave
4. "The Trooper" (Harris) - 4.11
  - Från Piece of Mind
5. "Wasted Years" (Smith) - 5.06
  - Från Somewhere in Time
6. "Children of the Damned" (Harris) - 4.35
  - Från The Number of the Beast
7. "The Number of the Beast" (Harris) - 4.53
  - Från The Number of the Beast
8. "Run to the Hills" (Harris) - 3.53
  - Från The Number of the Beast
9. "Phantom of the Opera" (Live) (Harris) - 7.21
  - Från Live After Death; Ursprungligen från Iron Maiden
10. "The Evil That Men Do" (Dickinson, Smith, Harris) - 4.34
  - Från Seventh Son of a Seventh Son
11. "Wrathchild" (Live) (Harris) - 3.07
  - Från Live After Death; Ursprungligen från Killers
12. "Can I Play with Madness" (Dickinson, Smith, Harris) - 3.31
  - Från Seventh Son of a Seventh Son
13. "Powerslave" (Dickinson) - 6.47
  - Från Powerslave
14. "Hallowed Be Thy Name" (Harris) - 7.12
  - Från The Number of the Beast
15. "Iron Maiden" (Live) (Harris) - (4.50)
  - Från Live After Death; Ursprungligen från Iron Maiden